# Huntington Ingalls Industries
Huntington Ingalls Industries (HII) est une entreprise de construction navale formée en mars 2011. L'entreprise, qui est spécialisée dans la construction militaire, se classait en 2023 au treizième rang mondial pour la production d'armement.

## Historique

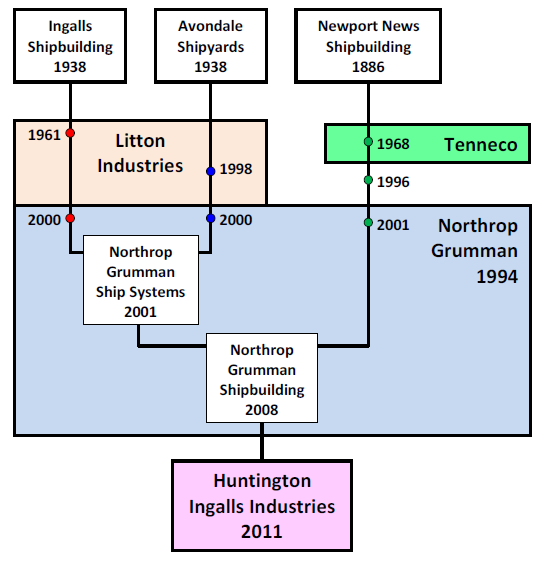
Historique des entreprises a l'origine du HII.

En 2011, Northrop Grumman scinde ses activités maritimes dans une nouvelle entité indépendante : Huntington Ingalls Industries. La société emploie alors près de 38 000 collaborateurs.
En 2019, elle est classée par l'Institut international de recherche sur la paix de Stockholm au 16e mondial dans le secteur de la défense.
En juillet 2021, Huntington Ingalls Industries annonce l'acquisition d'Alion Science pour 1,65 milliard de dollars.

## Activité
Huntington Ingalls Industries construit essentiellement des navires de guerre pour la Marine américaine, la Garde côtière américaine, l'US Marine Corps. L’entreprise fournit aussi  des clients étrangers et commerciaux. La société tire son nom des fondateurs de ses deux installations principales: Collis Potter Huntington (chantier naval de Newport News) et Robert Ingalls (chantier naval de Pascagoula). Mike Petters est actuellement président de Huntington Ingalls Industries (anciennement président du chantier naval de Newport Nouvelles et président de Northrop Grumman Shipbuilding). HII est le seul concepteur et constructeur des porte-avions américains. Il est aussi l'un des deux constructeurs de sous-marins à propulsion nucléaire de type Virginia.
Le carnet de commandes actuel de HII s'élève à 22,4 milliards de dollars[Quand ?]. HII doit construire dix porte-avions de classe Gerald R. Ford pour la Marine des États-Unis. Il était prévu de livrer un exemplaire tous les cinq ans à partir de 2015 mais le programme a pris plusieurs années de retard. L'US Navy a attribué à HII un contrat de 2,4 milliards de dollars pour la conception et la construction du navire d'assaut amphibie, l'USS America (LHA-6), le premier navire de la classe America. Les travaux sont effectués principalement au chantier naval de Pascagoula, dans le Mississippi, et la livraison du navire est prévue pour 2014. Au 28 septembre 2018, l'entreprise a livré 30 destroyers de la classe Arleigh Burke en 30 ans et 5 sont en construction dans ses chantiers navals.

## Installations

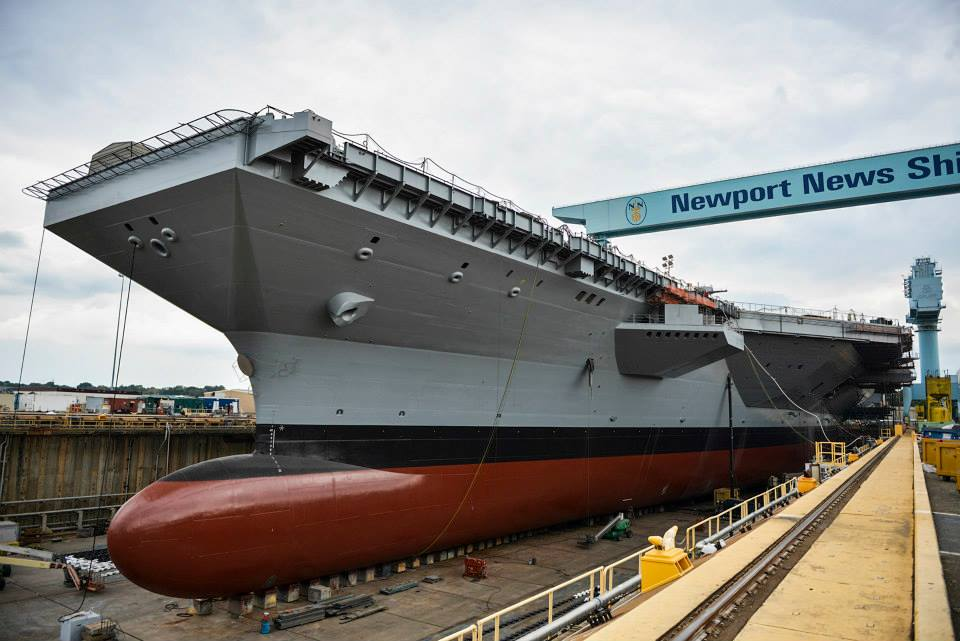
LUSS Gerald R. Ford en construction aux chantiers de Newport News en septembre 2013.

HII exploite des installations dans plusieurs sites-clés à travers les États-Unis dont voici les effectifs en 2013:
- Newport News Shipbuilding à Newport News (Virginie) : chantier de construction de porte-avions et de sous-marins nucléaires ; 23 000 employés.
- Ingalls Shipbuilding à Pascagoula (Mississippi) : construction de navire de surface de combat, de navire amphibie ; 11 000 employés.
- Avondale (près de La Nouvelle-Orléans en Louisiane) : construction de navire amphibie de transport ; 1 200 employés. Fermeture en 2014.
- Virginia Beach (Virginie) : 2 000 employés.
- San Diego (Californie) : 463 employés.
- Gulfport (Mississippi) : recherche et développement ; 600 employés.

## Principaux actionnaires
Au 22 avril 2020.
| The Vanguard Group             | 11,5% |
| SSgA Funds Management          | 7,65% |
| Fidelity Management & Research | 7,35% |
| Greenlight Capital             | 5,25% |
| Eton Park Capital Management   | 4,42% |
| LSV Asset Management           | 3,76% |
| AQR Capital Management         | 3,52% |
| BlackRock Fund Advisors        | 2,65% |
| Franklin Mutual Advisers       | 2,48% |
| Epoch Investment Partners      | 2,32% |